# توفيق بوحيمد
توفيق بوحيمد (بالإنجليزية: Tawfiq Buhimed)؛ مواليد 29 أكتوبر 1987 في، السعودية، هو لاعب كرة قدم سعودي يلعب حالياً لنادي العدالة.

## مسيرة اللاعب
كانت بداياته مع نادي القارة وفي عام 2008 وقع مع نادي هجر و لعب معهم إلى عام 2013 و بعدها وقع مع نادي الاتفاق و في عام 2014 وقع مع الفتح و إنتقل في عام 2017 إلى نادي الفيحاء و عاد إلى الفتح في عام 2019 ووقع مع نادي العدالة في عام 2024.

## روابط خارجية
- توفيق بو حيمد على موقع Soccerway.com (الإنجليزية)